# Metaphycus parasaissetiae
Metaphycus parasaissetiae is een vliesvleugelig insect uit de familie Encyrtidae. De wetenschappelijke naam is voor het eerst geldig gepubliceerd in 2007 door Zhang & Huang.